# بورلی کلی‌یری
بورلی اتلی کلی‌یری (به انگلیسی: Beverly Atlee Cleary؛ (زادهٔ ۱۲ آوریل ۱۹۱۶ – درگذشتهٔ ۲۵ مارس ۲۰۲۱) نویسنده آمریکایی داستان‌های کودکان و نوجوانان بود. او یکی از موفق‌ترین نویسندگان زنده آمریکا بود که از زمان انتشار اولین کتاب او در سال ۱۹۵۰ ، ۹۱ میلیون نسخه از کتاب‌هایش به‌فروش رسیده‌ است. برخی از شخصیت‌های مشهور کلی یرلی عبارتند از: رامونا کوییم بی و بیزس کوییم بی، هنری هاگینز و سگش ریبسی و رالف اس موش.
اکثر کتاب‌های کلی یری در محله گرانت پارک واقع در شمال شرقی پورتلند، اورگان، تنظیم شده‌است، یعنی جایی که وی در آنجا رشد یافته‌است. از او به عنوان یکی از نخستین نویسندگان ادبیات کودکان یاد می‌شود که برای شخصیت‌های داستانش که اغلب کودکان طبقه متوسط هستند، احساسات واقع‌گرایانه را به‌تصویر می‌کشد.
مدرسه بورلی کلی‌یری، که یک مدرسه دولتی در پورتلند است به نام وی نامگذاری شده و چندین مجسمه از تصاویر مشهور وی در ۱۹۹۵ در پارک گرانت ساخته شده‌است. کلی‌یری در ۲۵ مارس ۲۰۲۱ در حالیکه هجده روز از ۱۰۵ سالگی‌اش گذشته بود در خانه سنتی خویش در کارمل والی ویلج، کالیفرنیا درگذشت.

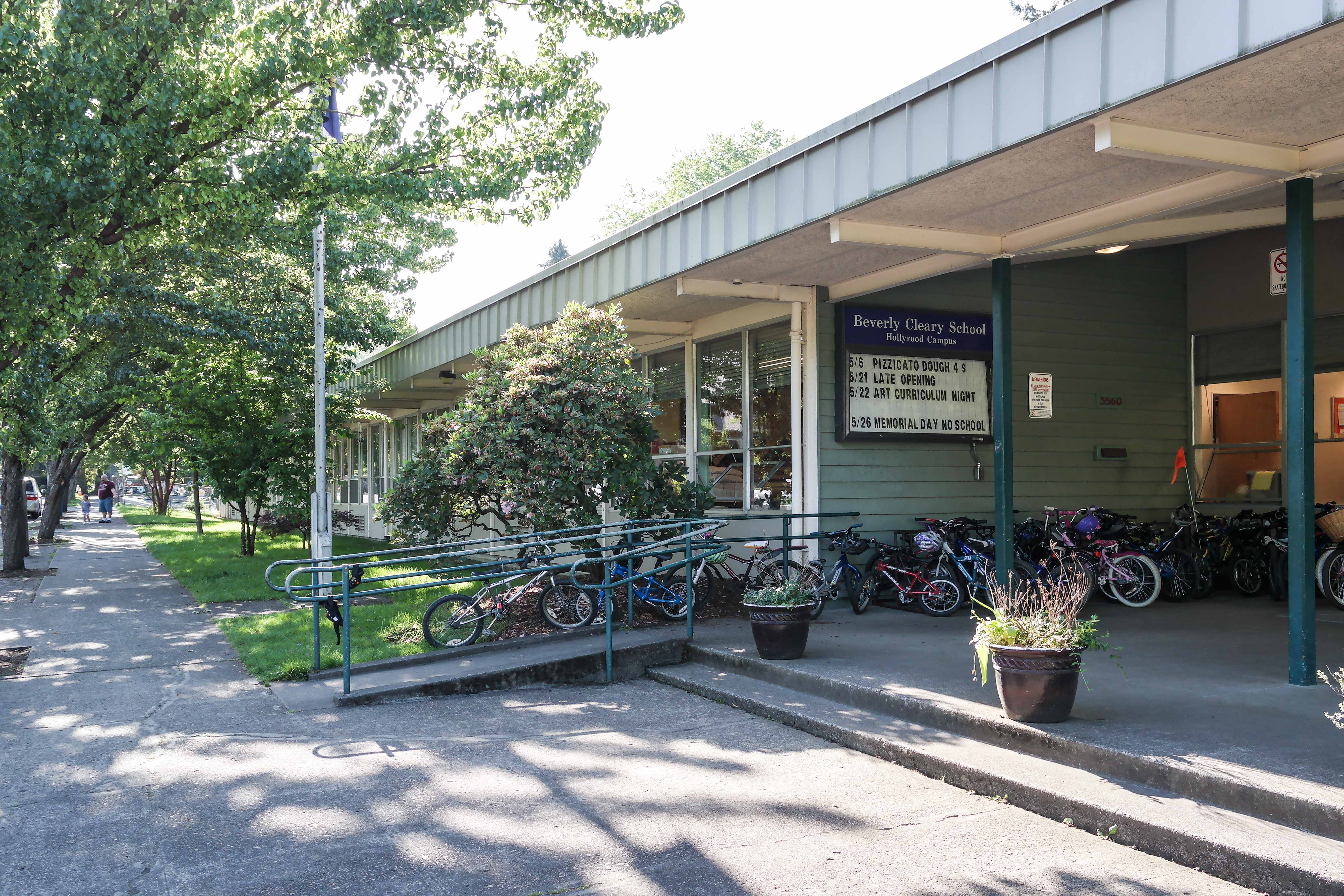
مدرسه بورلی کلی‌یری ۲۰۱۴

## اوایل زندگی

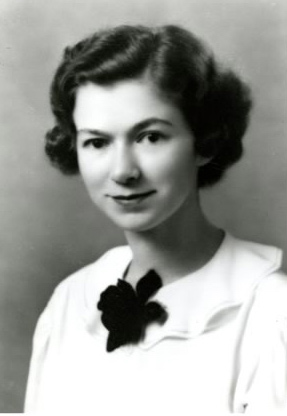
کلییری به عنوان ارشد در دانشگاه کالیفرنیا، برکلی، ۱۹۳۸.

بورلی آتلی بون در ۱۲ آوریل ۱۹۱۶ در مک مینویل، اورگان متولد شد.او تک فرزند بود و در کودکی در مزرعه‌ای در روستای یامیل، اورگان، زندگی می‌کرد. مادرش معلم مدرسه و پدرش کشاورز بود.  او پروتستان شیخی بود. هنگامی که شش ساله بود، خانواده وی به پورتلند، اورگان، نقل مکان کردند و در آنجا پدرش به عنوان مأمور حراست بانک مشغول به کارشد.
سازگارشدن با شهر پس از زندگی در روستا، برای بورلی رنج‌آور بود. او در مدرسه کوشش کرد. در کلاس اول، معلم او را در گروه تلاش برای خواندن قرار داد. کلی یرلی گفت: "کلاس اول به سه گروه خواندن یعنی پرندگان آبی، پرندگان قرمز و پرندگان سیاه تقسیم شده بود. من در گروه پرندگان سیاه بودم و بودن در این گروه، شرم‌آور بود. من می‌خواستم بخوانم، اگرچه نمی‌توانستم. "  با کمک یک کتابدار مدرسه که کتاب‌های مورد علاقه‌اش را به کلی یرلی معرفی می‌کرد، درکلاس سوماو از همه سبقت گرفت و زمان زیادی را صرف خواندن کتاب در کتابخانه می‌کرد، تا اینکه در کلاس ششم، یک معلم پیشنهاد کرد- بر اساس مقاله‌هایی که برای تکالیف کلاس نوشته بود -که او باید، نویسنده کودک شود. کلییری از دبیرستان گرانت در پورتلند فارغ‌التحصیل شد.
پس از دبیرستان، کلی یری با آرزوی تبدیل شدن به یک کتابدار کودک، وارد کالج کافی در آلتا لما، کالیفرنیا شد. پس از دو سال در دانشگاه کالیفرنیا در برکلی پذیرفته شد، یعنی جایی که او مدرک کارشناسی هنر در زبان انگلیسی را کسب کرد (در سال 1938).  او همچنین همسر آینده خود، کلارنس کلی یری را در همین برحه ملاقات کرد. کلی یرلی برای پرداخت شهریه کالج خود کارهای عجیبی انجام می‌داد، مثل درزگیری لباس یا خدمتکاری. در سال ۱۹۳۹، او از دانشکده کتابخانه و علوم اطلاعات در دانشگاه واشینگتن فارغ‌التحصیل و موفق به کسب مدرک کارشناسی ارشد علوم کتابخانه ای و با یک سال سابقه به عنوان کتابدار کودک در یاکیما، واشینگتن پذیرفته شد. والدین بورلی با رابطه او و کلی یری، که یک کاتولیک رومی بود، مخالفت کردند، بنابراین این زوج گریختند و در سال ۱۹۴۰ ازدواج کردند. پس از جنگ جهانی دوم، آنها در کارمل والی ویلج، کالیفرنیا در کنار دریا سکنی گزیدند.

## حرفه
وی پس از فارغ‌التحصیلی از دانشگاه واشینگتن در سال ۱۹۳۹، به عنوان کتابدار کودک در یاکیما، واشینگتن، و سپس به عنوان کتابدار پست در بیمارستان ارتش آمریکا در اوکلند، کالیفرنیا خدمت کرد. در سال ۱۹۴۲ بود که، او به عنوان یک نویسنده تمام وقت برای کودکان شروع به کار کرد.
کلی یری به عنوان کتابدار کودک، با مشتریان جوان خود همدردی می‌کرد زیرا آنها در یافتن کتابهایی با شخصیت‌های قابل درک مشکل داشتند [۱۰] و او تلاش می کردکه کتابهایی که به چشمشان بیاید به تعداد کافی به آنها پیشنهاد دهد . [۹] پس از چند سال ارائه توصیه و اجرای داستان زندگی در نقش کتابدار، کلی یرلی تصمیم گرفت نوشتن کتاب‌های کودکان را در مورد شخصیت‌هایی که خوانندگان جوان می‌توانند با آنها ارتباط برقرار کنند، آغاز کند. [۲۴] کلی یرلی گفته‌است، «من به آن روحیهٔ مبلغی در بین کتابداران کودکان اعتقاد دارم. بچه‌ها سزاوار کتاب‌هایی با کیفیت ادبی هستند، و کتابداران از نظر تشویق آنها به خواندن و انتخاب کتاب‌هایی که مناسب هستند، از اهمیت بسیاری برخوردارند.» [۱۵] [۱۵] [۱۹]
کتاب اول کلی یری، هنری هاگینز (۱۹۵۰)، برای انتشار فوری پذیرفته شد و اولین کتاب از سری کتابهای داستانی دربارهٔ هنری، سگش ریبسی، دوست محله وی، بیزس و خواهر کوچکش رامونابود. همانند بسیاری از آثار بعدی او، هنری هاگینز رمانی است درمورد افرادی که زندگی عادی دارند و براساس تجربیات کودکی خود کلی یری استوار است، بچه‌های محله او در حال رشد هستند، درست مانند کودکانی که وی هنگام کار به عنوان کتابدار ملاقات کرده‌است.
نخستین کتاب او با محوریت داستانی در مورد خواهران کوییم بی، در سال ۱۹۵۵ منتشر شد. [۲۵] یک ناشر از او خواست که کتابی را دربارهٔ دانش آموزی مهد کودکی بنویسد. کلی یری مقاومت کرد، زیرا او در مهد کودک کار نکرده بود، اما بعداً پس از تولد دوقلوهایش نظر خود را تغییر داد. [۲۶] او تا به حال دو شرح حال به نام دختری از یامیل (۱۹۸۸) و دو پای من (۱۹۹۵) را نوشته‌است. طی مصاحبه ای در سال ۲۰۱۱ برای لس آنجلس تایمز، در ۹۵ سالگی، کلی یری اظهار داشت: «من یک شغل فوق‌العاده شاد داشته‌ام.»
پت فلیگر، استاد ادبیات کودکان در دانشگاه وست چستر، اظهار داشت: "کتابهای کلی یری ماندگار شده‌اند زیرا او مخاطبان خود را درک می‌کند. او می‌داند که گاهی دنیای پیرامون نوجوانان آنها را گیج و وحشت زده کرده‌است و چیزهایی را که بزرگترها می‌توانند به آسانی فراموش کنند باعث احساسات شدیدی برای آنها می‌شود. " الیزا درسانگ، استاد خدمات کودکان و نوجوانان دانشکده اطلاعات دانشگاه واشینگتن گفت: "اکنون این کتابها چندان پرطرفدار به نظر نمی‌رسند، اما هنگام تالیف بودند." درسانگ همچنین گفت که مباحث تحت پوشش با صداقت و دقت به تصویر کشیده شده‌است. نویسندگان کودک قرن بیستم می گویند: «تأثیر بورلی کلی یری به عنوان یک نویسنده کودک را نمی‌توان بیش از حد ارزیابی کرد … استعداد خارق‌العاده او در خلق شخصیت‌های جوانی که روح پرشور و میل به زندگی دارند، خوانندگان جوان و پیر را به‌طور یکسان جذب می‌کند.» : 210 

## زندگی
در سال ۱۹۵۵، کلی یرلی فرزندانی دوقلو به نام، مالکوم و ماریانا به دنیا آورد. او از زمان مرگ همسرش در سال ۲۰۰۴ در کارمل ولی، کالیفرنیا زندگی کرده‌است. تا تاریخ ۲۰۱۶، او در یک خانه بازنشستگی همان‌جا زندگی می‌کند.
کلی یری صدمین سالگرد تولد خود را در ۱۲ آوریل ۲۰۱۶ جشن گرفت، رویدادی که در چندین منبع خبری به آن اشاره شد. جشن تولد کلی یرلی در حال حاضر در سراسر کشور (آمریکا) به عنوان روز DEAR (رها کردن همه چیز و خواندن) با فعالیت‌های مربوط به برنامه Drop Everything and Read جشن گرفته می‌شود.

## افتخارات و میراث

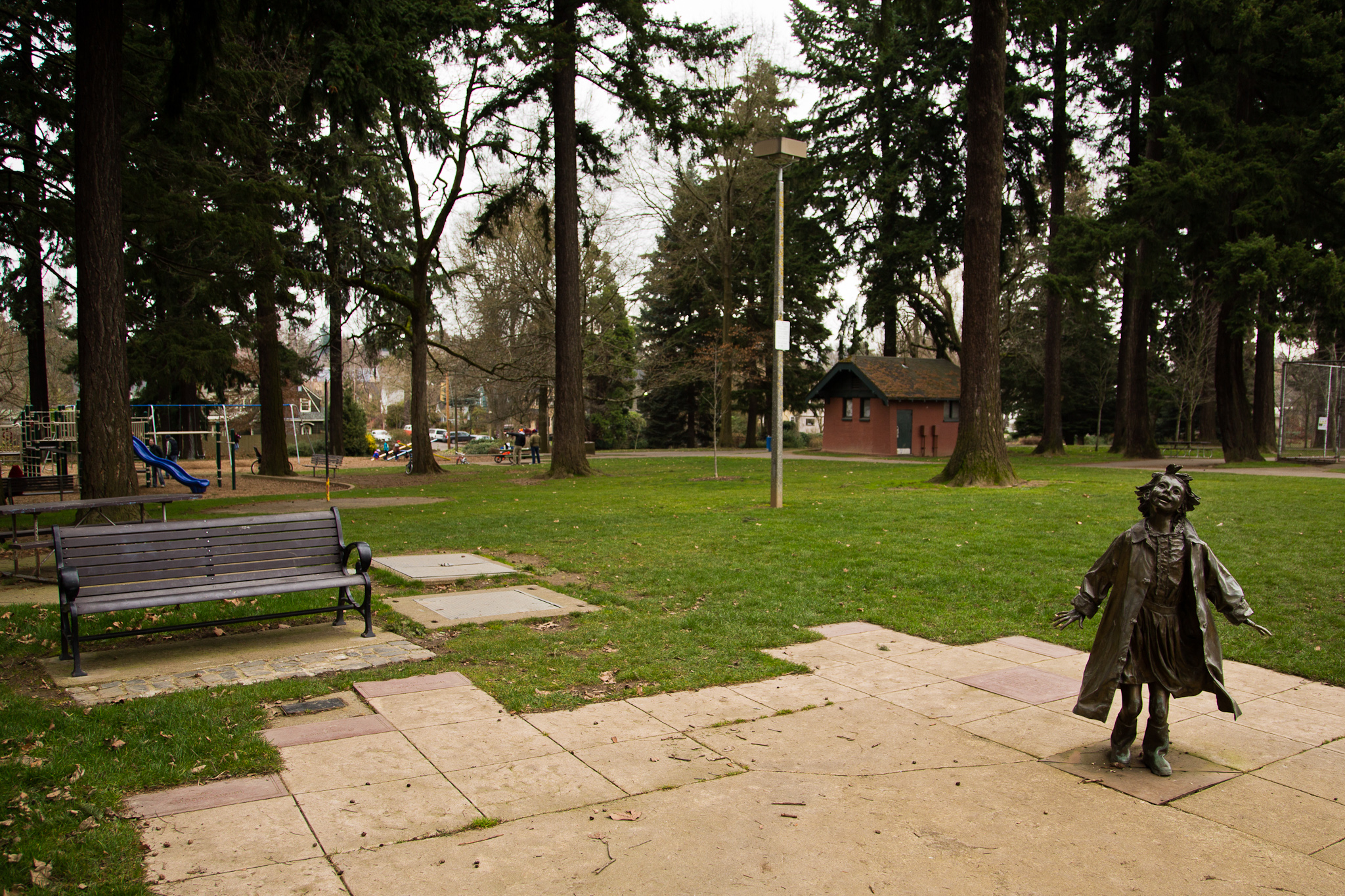
مجسمه رامونا کویم بی در گرانت پارک، پورتلند.

کتابهای وی به بیش از ۲۵ زبان مختلف منتشر شده و جوایز و افتخارات بسیاری را کسب کرده‌است. آقای هنشای عزیز در سال ۱۹۸۴ مدال نیوبری را کسب کرد، و نشان افتخار نیوبری در ۱۹۷۸ به رامونا و پدرش و رامونا کویم بی هشت ساله در سال ۱۹۸۲ اعطا شد. وی برنده جایزه کتاب ملی در بخش داستانی کودکان (شومیز) برای رامونا و مادرش در سال ۱۹۸۱، جایزه کتاب کودک ویلیام آلن وایت برای جوراب‌ها (۱۹۷۳)، مدال رجینای انجمن کتابخانه‌های کاتولیک (۱۹۸۰)، و جایزه برای هر کودک یک کتاب شورای کتاب کودکان شد(۱۹۸۵).
کلی یری به عنوان نویسنده تأثیر گذار بر دیگر نویسندگان از جمله لوری هالس اندرسون، جودی بلوم، لورن میراکل و جان سییزکا ذکر شده‌است.
در آوریل ۲۰۱۶ به مناسبت صدمین سالگرد تولد خود، پخش عمومی اورگان برنامه اصلی نیم ساعته ای را با نام Discovering Beverly Cleary تهیه کرد که شامل مصاحبه گسترده‌ای با کلی یری در ۹۹ سالگی در خانه اش در کارمل، کالیفرنیا، و عکس‌ها و داستان‌هایی از زندگی او بود. این برنامه در حدود روز تولد وی در ایستگاه‌های PBS در سراسر کشور پخش شد و این برنامه بیش از ۱ میلیون بازدید آنلاین داشت.

## اواخر عمر
در ۱۹۵۵، کلی‌یری صاحب دو فرزند دوقلو مالکوم و ماریان شد. او از دهه ۱۹۶۰به بعد در دهکده کارمل در کالیفرنیا زندگی می‌کرد. از سال ۲۰۱۸، او به یک خانه سالمندان نقل مکان کرد.
کلی‌یری صدمین سالگرد تولد خود را در ۱۲ آوریل ۲۰۱۶جشن گرفت. و سرانجام کلی‌یری در ۲۵ مارس ۲۰۲۱، در خانه سالمندان در کارمل کالیفرنیا درگذشت.

## آثار
- هنری هاگینز، ۱۹۵۰
- الن تبیتس، ۱۹۵۱
- هنری و بیزوس، ۱۹۵۲
- اوتیس اسپاتفورد، ۱۹۵۳
- هنری و ریبسی، ۱۹۵۴
- رامونا و بیزس، ۱۹۵۵
- پانزده، ۱۹۵۶
- هنری و پخش روزنامه، ۱۹۵۷
- خوش شانس‌ترین دختر، ۱۹۵۸
- جین و جانی، ۱۹۵۹
- The Hullabaloo ABC، ۱۹۶۰
- چالهٔ واقعی، ۱۹۶۰
- بسپارش به بیور، ۱۹۶۰
- بیور و والی، ۱۹۶۱
- بیور اینجاست!، ۱۹۶۱
- دو بیسکویت سگ، ۱۹۶۱
- تخیل فراری امیلی، ۱۹۶۱
- کلبهٔ هنری، ۱۹۶۲
- خواهر عروس، ۱۹۶۳
- ریبسی، ۱۹۶۴
- موش و موتور سیکلت، ۱۹۶۵
- پاهای در حال رشد، ۱۹۶۷
- میچ و امی، ۱۹۶۷
- رامونای آتش‌پاره، ۱۹۶۸
- رالف فراری، ۱۹۷۰
- جوراب‌ها، ۱۹۷۳
- رامونای شجاع، ۱۹۷۵
- رامونا و پدرش، ۱۹۷۷
- رامونا و مادرش، ۱۹۷۹
- رامونای هشت ساله، ۱۹۸۱
- رالف موشه، ۱۹۸۲
- آقای هنشاو عزیز، ۱۹۸۳
- رامونا همیشه راموناست، ۱۹۸۴
- خاطرات رامونا کوییم بی، ۱۹۸۴
- چاکی چاک، ۱۹۸۴
- ژانت تینگاماجیگ، ۱۹۸۷
- دختری از یامهیل، ۱۹۸۸
- موگی مگی، ۱۹۹۰
- استرایدر، ۱۹۹۱
- داستان قبل خواب پتی، ۱۹۹۳
- دو تا پاهای خودم، ۱۹۵۵
- دنیای رامونا، ۱۹۹۹

## اقتباس
- رامونا (۱۹۸۸):سریال کانادایی ده قسمتی با بازی سارا پولی در نقش رامونا.
- رامونا و بیزوس (۲۰۱۰): فیلم با بازی جوی کینگ در نقش رامونا و سلنا گومز در نقش بیزس.